# Guerre du Darfour
Batailles
- Mellit
- El Fasher
- Troji
- Rokoro

La guerre du Darfour est un conflit armé qui a débuté le 26 février 2003 par la prise de Golo (en) par le Front de libération du Darfour, dans la région du Darfour, située dans l’Ouest du Soudan,. Les origines du conflit sont anciennes et liées aux tensions ethniques qui débouchent sur le premier conflit du Darfour de 1987. Bien que le gouvernement soudanais affirme que le nombre de morts se situe aux environs de 10 000, les États-Unis, Israël et le Canada soupçonnent que ce conflit couvre un génocide ayant fait environ 300 000 morts et 2,7 millions de déplacés dont 230 000 réfugiés au Tchad,,.
Ce conflit a pris fin le 3 octobre 2020, par la signature d'un traité de paix entre la majeure partie des belligérants,.

## Contexte
Le premier conflit du Darfour (1987-1989) a eu lieu en raison des tensions ethniques entre les Fours et les tribus soudanaises arabisées. Dans cette guerre, le gouvernement central n'intervient presque pas.
Le deuxième conflit eut lieu entre 1996 et 1998. Cette fois, ce sont les Masalits qui se soulèvent contre les empiétements des tribus soudanaises arabisées.
En 1972, le Soudan du Sud obtient un statut d'autonomie à l'issue d'une première guerre qui aurait fait environ cinq cent mille morts en dix-sept ans. En 1983, le Soudan du Sud se révolte à nouveau à la suite de la suppression du statut d'autonomie. En fait, l'enjeu est dans les importants gisements de pétrole qui viennent d'être découverts. Cette seconde guerre cause près de 2 millions de morts ;
En 1989, une junte militaire dirigée par le général Omar el-Béchir s'empare du pouvoir à Khartoum, alors que celle-ci n'avait recueilli que 10 % des voix aux élections.

### Causes

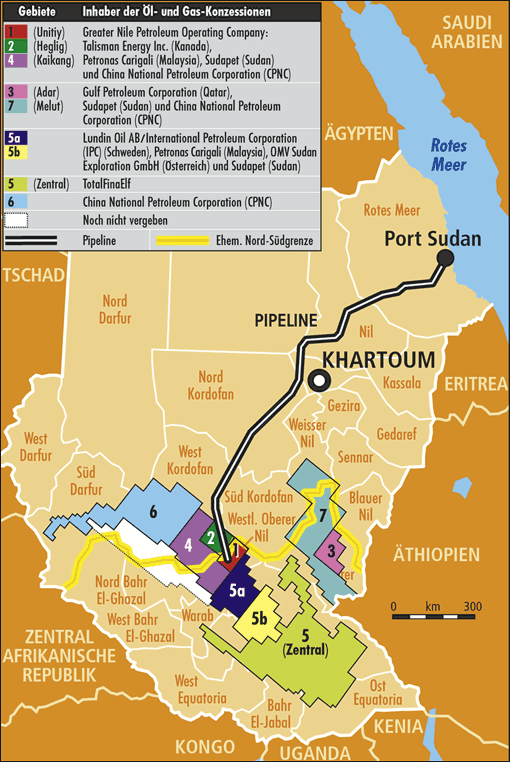
Carte des concessions pétrolières et gazières (2004) : les concessions du Darfour sont attribuées aux Chinois.

Les raisons du conflit sont multiples et liées entre elles :
1. Le Darfour est une région du Sahel qui se trouve à l'ouest du Soudan : 7 millions de personnes y vivent ; la région a un très faible niveau de développement : seulement un tiers des filles et 44,5 % des garçons vont à l'école primaire.
2. Une origine climatique et environnementale[19] : un phénomène de sécheresse dans tout le Sahel, qui s'amplifie et de désertification qui a commencé depuis les années 1970[20],[21] ;
3. Une explosion démographique : la population a doublé en 20 ans[22] ;
4. Une compétition pour l'espace géographique ;
5. Des ethnies différentes, aux répartitions imbriquées. La guerre de 2003 opposait au départ les Zaghawas aux Arabes pro-gouvernementaux pour ensuite s'étendre aux autres ethnies. Quatre peuples principaux sont installés au Darfour : les Fours, qui ont donné leur nom au Darfour, qui signifie en arabe la maison de Four, les Masalits, les Zaghawas et les Arabes[23]. Le conflit est parfois présenté comme opposant[22] : les tribus arabes dont sont issus les Janjawids, aux tribus noires non-arabophones[24]. Cependant Marc Lavergne, spécialiste du Soudan au CNRS, considère que le conflit n'est pas racial[25].
6. Les guerres du Tchad (1960-1990) et qui impliquaient les Zaghawas[réf. nécessaire]  (ethnie étendue du Tchad au Soudan) ont une conséquence directe sur le conflit ;
7. La découverte de ressources pétrolières qui suscitent les convoitises de grandes puissances, en particulier de la Chine ;
8. Un pays vaste et mal unifié : le Soudan. Le pouvoir central néglige les peuples de la périphérie qui se révoltent. Il contrôle les conflits locaux afin de satisfaire certains de leurs intérêts[21].

## Forces en présence au début du conflit
Les forces en présence sont :

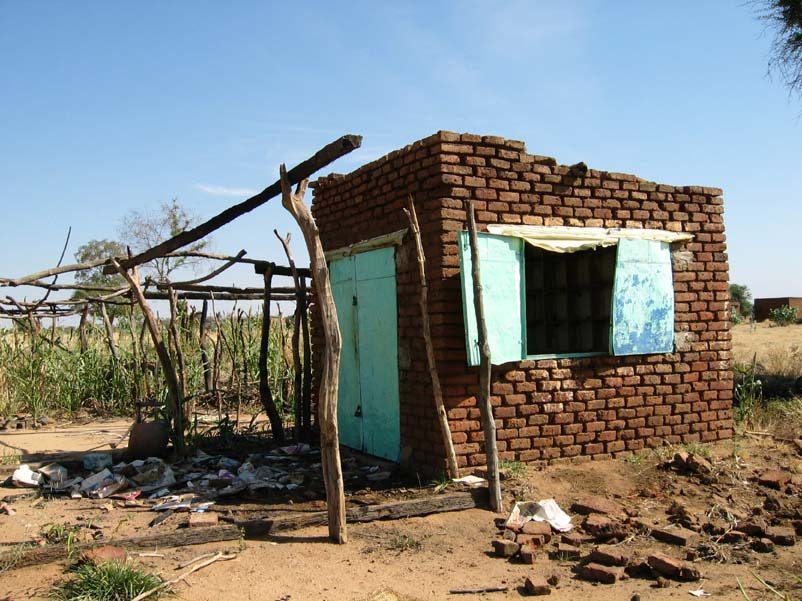
Un poste de santé attaqué par des milices janjaouids.

- Les Janjawids, des milices désignées comme arabes recrutées parmi les tribus abbalas. Le gouvernement soudanais nie fournir une aide aux miliciens. Néanmoins Moussa Hilal, l'un des chefs des miliciens janjawids, a été nommé en janvier 2008 conseiller du ministère des Affaires fédérales soudanaises[26]. Selon Amnesty International, la Chine[27] et la Russie fourniraient au gouvernement soudanais des armes et des appareils militaires, malgré un embargo de l'ONU[28] ;
- Les forces de sécurité soudanaises ;
- Les forces « rebelles » : Armée de libération du Soudan (SLA) et le Mouvement pour la justice et l'égalité (MJE). Le SLA aurait le soutien de l'Armée populaire de libération du Soudan (appelée SPLM et soutenue par les États-Unis). Basé au sud du Soudan, ce mouvement s'oppose au gouvernement central basé au nord ;
- Les forces d'interposition : environ 7 000 soldats de l'Union africaine (UA) ont été déployés dans la région dans le cadre de la mission AMIS pour protéger les civils. La création de la mission conjointe des Nations unies et de l'Union africaine au Darfour (MINUAD, UNAMID en anglais) a été décidée en juillet 2007 pour renforcer les effectifs des forces d'interposition. Le gouvernement de Khartoum a autorisé les Casques bleus envoyés par l'ONU à entrer sur son territoire pour renforcer la mission de l'Union africaine[29], des Casques bleus de la mission MINUS sont déjà présents au Soudan du Sud. Des tirs de l'armée soudanaise contre un convoi de la MINUAD en janvier 2008 ont engendré des tensions. Les forces soudanaises ont été accusées par les États-Unis et la Grande-Bretagne de chercher à bloquer la MINUAD[30].

## Chronologie

### 2003
Pendant l'hiver 2002-2003, l’opposition au président soudanais Omar el-Béchir fait entendre sa voix. Au Darfour, des attaques antigouvernementales ont lieu en janvier et sont revendiquées par la SLA. En représailles, Khartoum laisse agir les milices arabes (les Janjawids dirigés par Choukratalla, ancien officier de l'armée soudanaise) dans tout le Darfour. Les armées soudanaises bombardent les villages du Darfour. Les populations sont victimes de bandes armées. Des observateurs humanitaires et diplomatiques accusent le gouvernement d'avoir armé et payé les Janjawids.
Le 10 février 2003, les rebelles de l'ASL/MSL et du MJE attaquent et occupent Golo, ville du Nord-Darfour, et revendiquent une meilleure répartition des ressources et des richesses. C'est le début de la nouvelle guerre civile avec massacres et destructions de villages. Le gouvernement de Khartoum arme les nomades arabisés contre les cultivateurs noirs en exploitant les dissensions sur le contrôle des terres mais également le racisme antinoir.
Le 25 avril 2003, les rebelles attaquent l'aéroport d'El Fasher et tuent 70 soldats de l'armée régulière,,.
En septembre 2003, les Nations unies parlent alors de 250 000 déplacés. Toujours en septembre 2003, un accord signé à Abéché définit une trêve de 45 jours entre les rebelles et le gouvernement soudanais,. Peu de temps après en octobre 2003, une autre attaque à lieu sur la ville de Mellit au Darfour. En novembre 2003, l'accord d'Abéché est reconduit pour un mois supplémentaire, cependant cela n'empêche pas des combats sporadiques et d'exclusion de la région des organisations humanitaires. En décembre 2003, un accord de cessez-le-feu, négocié à N'Djaména échoue, les combats s'intensifient. Le 19 décembre, la Soudan annonce l'état d'urgence.

### 2004

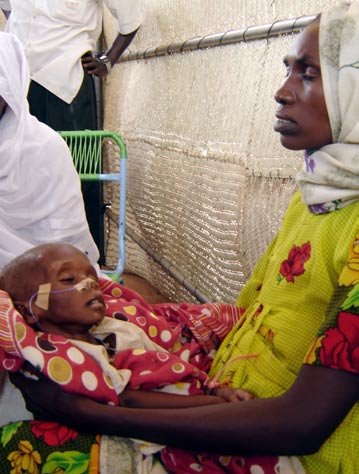
Une mère et son enfant malade au camp d'Abu Shouk dans le Nord Darfour, en 2004.

Début 2004, le nombre de morts est estimé 3 000 personnes et le nombre de déplacés passe à 650 000 personnes.
Le 8 avril 2004, un cessez-le-feu de 45 jours est signé à N'Djaména, sous l'impulsion du Tchad entre les groupes rebelles et le gouvernement soudanais,. Il prévoit un accès humanitaire aux populations, le désarmement des milices et de favoriser la libération de prisonniers politiques. L'Union africaine et l'Union européenne sont également présent dans cet accord, l'Union africaine devant déployé une équipe de plusieurs centaines d'observateurs sur le terrain pour observer l'application du cessez-le-feu, équipe financée par l'Union européenne. Cependant, le cessez-le-feu n'est pas respecté et les violences se poursuivent.
En mai 2004, selon le journal allemand Die Welt, la Syrie aurait testé des armes chimiques au Darfour ; des officiers syriens ont rencontré des représentants du gouvernement soudanais dans la banlieue de Khartoum. La délégation syrienne aurait notamment « offert une coopération étroite dans le domaine de la guerre chimique ». De son côté, Khartoum aurait « conseillé de tester des armes chimiques sur la population » du Darfour. Le Conseil de sécurité de l'ONU s'inquiète de la situation.
En juin 2004, la résolution 1547 du Conseil de sécurité des Nations unies, qui porte essentiellement sur le Soudan du Sud, aborde cependant pour la première fois la problématique de la guerre du Darfour.
Le 3 juillet 2004, lors de la venue à Khartoum du secrétaire général de l'ONU, Kofi Annan, les autorités soudanaises se sont engagées à désarmer les milices janjawids (milices arabes) qui sont accusées de viols, de meurtres et de pillages dans les villages du Darfour. Khartoum a également promis de faciliter le déploiement de l'aide humanitaire au Darfour ainsi que de l'équipe d'observateur de l'Union africaine. Dans le même temps un Joint Implementation Mechanism, mécanisme de suivi de l'accord, a été mis en place, mécanisme qui durera jusqu'en octobre 2004. Les Nations unies estiment depuis que peu de progrès avaient été enregistrés. « Je regrette de devoir dire que des attaques de milices djandjaouids continuent d'avoir lieu », déplorait Kofi Annan le 21 juillet 2004. Le 23 juillet 2004, l'ONU estime à 30 000 le nombre de personnes tuées en quinze mois et plus d'un million ont été déplacées par les combats. Près de 200 000 d'entre elles se sont massées dans des camps aux conditions de vie précaires de l’autre côté de la frontière tchadienne.
Le 30 juillet 2004, la résolution 1556 du Conseil de sécurité des Nations unies décide un embargo sur le matériel militaire, mais à destination des milices non gouvernementales seulement.
Démarrée le 31 juillet pour se terminer le 11 septembre 2004, l'Opération Dorca vise acheminé 750 tonnes d'aide humanitaires aux réfugiés soudanais présent au Tchad.
À partir du 23 août 2004 et jusqu'au 17 septembre 2004, des discussions entre les parties sont organisées par l’Union africaine à Abuja au Nigéria. Ces discussions n'aboutissent à aucun accord.
Le 16 septembre, un rapport portant sur la situation du Darfour est adopté par le Parlement européen avec 566 voix pour et 6 contre. Ce rapport aborde la question des crimes contre l'humanité qui est décrit comme pouvant constitué des actes de génocides et demande un embargo sur les armes qui n'est pas circonscrit aux forces non gouvernementales. En parallèle, en septembre 2004, le gouvernement américain parle également d'actes de génocide. Le 18 septembre 2004, le Conseil de sécurité de l'ONU adopte une résolution sur le Darfour. Le texte menace le Soudan de sanctions pétrolières s'il ne remplit pas l'engagement de restaurer la sécurité au Darfour et ne coopère pas dans ce but avec l'Union africaine. Le ministre des Affaires étrangères soudanais, Moustafa Osman Ismaïl, fait savoir qu'il rejette ce nouveau projet de résolution.
Le 1er octobre 2004, l'Union africaine envoie 3 500 soldats et 800 policiers au Darfour. Cette force appelée Mission de l'Union africaine au Soudan (AMIS) verra ses effectifs promis de plusieurs milliers d'hommes n'être déployés qu'à partir de juillet 2005, entretemps cette force compte 500 personnes.
Le 9 novembre, un accord humanitaire entre le gouvernement et les deux principales forces rebelles est signé à Abuja sous la supervision de l'Union africaine. Le 19 novembre, la résolution 1574 du Conseil de sécurité des Nations unies, qui porte essentiellement sur le Soudan du Sud, confirme la création et l'intervention de la Mission de l'Union africaine au Soudan (AMIS), une force armée de l'Union africaine au Darfour. Cependant, en novembre et décembre 2004, les combats s'intensifient notamment entre le 22 et le 24 novembre 2004, où les principaux postes de polices sont pris par les rebelles avant que les forces gouvernementales répliquent. À la fin de l'année 2004, le nombre de déplacés dû aux conflits au Darfour est estimé à 1,6 million de personnes.

### 2005
À la fin du mois de janvier 2005, un bombardement fait une centaine de morts et de blessés à Changil Tobaya au nord du Darfour. L'ONU rend l'Armée de l'air soudanaise responsable de ce massacre.
Le 31 janvier 2005, la commission d'enquête sur le Soudan mise en place par la résolution 1564 du Conseil de sécurité des Nations unies publie un rapport qui conclut que les exactions perpétrées au Darfour constituent bien « des crimes contre l'humanité », mais pas un génocide. Une liste de 51 suspects de crime contre de guerre ou crime contre l'humanité a été transmis au Secrétaire général des Nations unies et le rapport demande la saisie de la Cour pénale internationale.
La résolution 1591 du Conseil de sécurité des Nations unies étend l'embargo au matériel militaire à destination de tout belligérant au Darfour.
Le 31 mars 2005, le Conseil de sécurité de l'ONU adopte la résolution 1593 du Conseil de sécurité des Nations unies sur la question du Darfour. Elle renvoie la situation à la Cour pénale internationale pour que celle-ci engage des poursuites à l'encontre des responsables des crimes commis.
En avril 2005, lors d'un réunion à Addis-Abeba de l'Union africaine, à la suite de plusieurs attaques de personnels déployés et à plusieurs menaces sur celui-ci, il est décidé de l'augmentation effectif de la Mission de l'Union africaine au Soudan de 500 personnes à près 3000, ainsi que d'augmenter le seuil théorique de cette force à 7 000 personnes.
En mai et en juillet 2005, un rapport des Nations unies met en évidente l'augmentation significative des attaques des rebelles contre les forces gouvernementales, mais également contre les organisations non-gouvernementales.
En juillet et août 2005, l'OTAN apporte la force aérienne nécessaire à l'Union africaine pour déployer plusieurs régiments venant du Rwanda, du Sénégal, d'Afrique du Sud et du Nigéria au Darfour, permettant l'acheminement de 1 900 soldats.
Le 9 juillet 2005, l'arrivée du dirigeant sudiste John Garang au poste de vice-Premier ministre, en application des accords de paix, est saluée par d'importantes acclamations dans les rues de Khartoum. Il meurt dans un accident d'hélicoptère le 30 juillet 2005.
En septembre et octobre 2005, l'Armée de libération du Soudan (SLM) se scinde entre son secrétaire général Minni Minnawi et son président Abdelwahid Mohamed al-Nour. En octobre 2005, la Mission de l'Union africaine au Soudan compte 6 700 personnes présentes au Darfour.
En novembre 2005, après plusieurs difficultés de négociations liées à la scission du SLM, à nouveau tour de négociations a lieu à Abuja au Nigéria avec l'ensemble des parties, qui se mettent d'accord sur plusieurs points capitaux.
Entre octobre et décembre 2005, des rebelles tchadiens attaquent certaines localités soudanaises et des attaques soudanaises ont lieu au Tchad et notamment le 18 décembre la ville d'Adré, impliquant de plus en plus le Tchad dans le conflit. Le 23 décembre, le Tchad se déclare en « état de belligérance » avec le Soudan.

### 2006
Le 8 février, alors que le Tchad soutient les rebelles soudanais et le Soudan soutient les rebelles tchadiens, les présidents Omar el-Bechir et Idriss Déby se rencontrent lors d'un sommet de l'Union africaine à Tripoli en Libye et s'accord sur des actions pour respecter leur intégrité territoriale respective.
Le 15 mars 2006, le représentant spécial du Secrétaire général de l’ONU au Soudan, Jan Pronk, déclare que la situation au Darfour « est sombre alors que des combats ont lieu tous les jours ». Selon lui, « des miliciens montés sur des chameaux lancent des attaques contre les villages dans le sud du Darfour, ce qui a provoqué la mort de quelque 400 personnes depuis février ».
Le 28 mars 2006, le Mouvement/Armée de libération du Soudan (MLS), principal groupe rebelle au Darfour, appelle les dirigeants présents au sommet de la Ligue arabe, qui s'ouvre ce même jour à Khartoum au Soudan, à « adopter une position claire concernant la crise au Darfour, en conformité avec le droit international » et à faire pression sur le gouvernement soudanais pour qu’il accepte le déploiement d’une force internationale de maintien de la paix au Darfour.
En avril 2006, une offensive de rebelles soutenus par le Soudan attaque la capitale du Tchad, N'Djaména, cette attaque est repoussée.
Le 5 mai 2006, l'Armée de libération du Soudan, principal mouvement de la rébellion, annonce accepter l'accord de paix, le Darfour Peace Agreement (DPA), avec le gouvernement soudanais proposé par l'Union africaine. Cet accord de paix créé le  Transitional Darfurian Regional Authority, dirigé par un rebelle, l'accord définit également un calendrier pour mettre en place un référendum sur l'organisation territoriale du Darfour, référendum qui sera fait en 2016, l'accord offre également un certain nombre de poste politiques et parlementaires aux rebelles et une allocation de fonds publics aux États du Darfour . Le 16 mai, la résolution 1679 du Conseil de sécurité des Nations unies approuve le Darfour Peace Agreement. Cependant l'accord est dénoncé par d'autres groupes rebelles qui se regroupe en juin 2006 sous le sigle National Redemption Front (NRF).

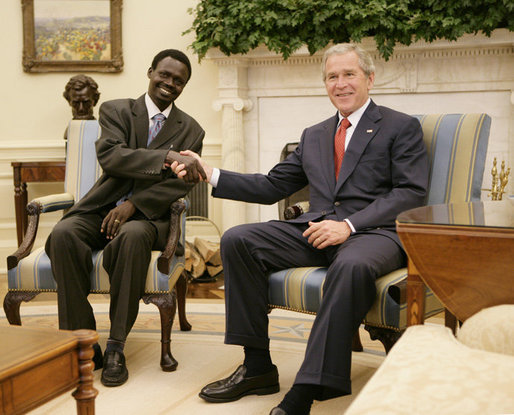
25 juillet 2006, George W. Bush reçoit le chef des SLA, Minni Minnawi.

En juillet et en août 2006, le Tchad et le Soudan s'accordent puis signent un accord pour normaliser leurs relations.
Le 31 août 2006, la résolution 1706 du Conseil de sécurité des Nations unies élargit la mission de l'UNMIS au Darfour et renforce les effectifs à quelque 17 300 hommes. Le Mandat de l'UNMIS est de surveiller la mise en place du cessez-le-feu, surveiller les mouvements de troupes notamment aux frontières, sécuriser des corridors et les zones tampons autour des camps. Le gouvernement soudanais rejette la résolution, sans que son soutien économique, la Chine, ne mettent un veto à la résolution. En France, l'organisation « Sauver Le Darfour » interpelle par voie d'affiches les candidats à l'élection présidentielle française de 2007 et en particulier Nicolas Sarkozy et Ségolène Royal sur ce qu'ils comptent faire pour le Darfour s'ils sont élus.
Le 17 septembre 2006, la journée mondiale pour le Darfour a vu s'organiser en divers points du globe des manifestations en faveur des populations de la région ouest soudanaise. Cette mobilisation d'envergure internationale avait pour objectif celui de la sensibilisation de l'opinion publique mondiale.
En septembre et octobre, plusieurs attaques de rebelles non signataires des accords ont eu lieu, avec notamment la prise de nombreux véhicules et d'armements. D'octobre 2006 à novembre 2006, la crise du Darfour s'étend au Tchad voisin et à la République centrafricaine. Des cas d'attaques récurrentes dans les camps de réfugiés au Tchad sont rapportés. Les mêmes modes opératoires que ceux observés au Darfour sont employés par les milices armées. Viols de femmes et exactions commises sans distinction, notamment sur des enfants, sont à déplorer chaque semaine.
Le 22 octobre 2006, le Soudan ordonne l'expulsion de Jan Pronk, le représentant de Kofi Annan, après que celui-ci a affirmé que les forces soudanaises ont perdu plusieurs combats. Le 30 octobre 2006, la République centrafricaine accuse le Soudan d'agression.
À partir de novembre 2006, les premières discussions commencent concernant la création de la mission conjointe des Nations unies et de l'Union africaine au Darfour, autour des Nations Unies et de l'Union africaine.
En décembre 2006, au moment de son départ des Nations unies, Kofi Annan déclara : « Soixante ans après la libération des camps de la mort nazis, trente ans après le Cambodge, la promesse du « jamais plus » sonne creux. Ils pourront avoir à répondre collectivement et individuellement pour ce qui est en train de se passer au Darfour ». Selon l'organisation « Sauver Le Darfour », cette guerre aurait provoqué une épuration ethnique qui a causé plus de trois cent mille morts et plus de trois millions de personnes déplacées.

### 2007
Le 15 février 2007, le Parlement européen rédige une résolution demandant aux Nations unies d'intervenir au nom de la responsabilité de protéger.
En avril 2007 : un rapport de l'ONU, provisoire et non officiel, qui a été publié par le site du New York Times et par celui du Sudantribune, dit que l'armée gouvernementale viole l'embargo (résolution 1591), et camoufle des avions en blanc avec le sigle de l’ONU « UN ». La Chine concède avoir participé à l'effort de paix par une aide technique. Amnesty International publie un rapport accusant la Chine et la Russie de fournir du matériel au gouvernement soudanais malgré l'embargo. L'ONG publie des photos d'aéronefs soudanais de fabrication chinoise au Darfour.
Le 29 mai, les États-Unis annoncent des sanctions contre 31 entreprises soudanaises activent principalement dans le secteur pétrolier.
En juin, le gouvernement français, mené notamment par le ministre des affaires étrangères Bernard Kouchner fraichement nommé, après une précédente tentative infructueuse, arrive à mettre en place un pont aérien humanitaire entre Abéché et l'Est du Tchad, afin de porter assistance aux réfugiés et déplacés du Darfour. Le même mois, le gouverment soudanais donne son accord pour la création et l'intervention de la mission conjointe des Nations unies et de l'Union africaine au Darfour.
Le 31 juillet, le Conseil de sécurité des Nations unies a unanimement adopté la résolution 1769 (en) autorisant le déploiement au Darfour d'une force militaire pour assurer la sécurité des populations et garantir les accords de paix,. Cette mission conjointe des Nations unies et de l'Union africaine au Darfour (MINUAD) est conçue pour avoir un effectif de 19 555 militaires et doit être opérationnel pour le 31 décembre 2007.
En août 2007, les représentants des mouvements rebelles non signataires du DPA sont réunis par les Nations unies et l'Union africaine à Arusha en Tanzanie, où ils s'accordent sur de nombreux points de négociation.
Le 30 septembre, une première attaque mené par les rebelles a lieu contre les forces de l'AMIS stationnées dans la ville d'Haskanita, faisant 10 morts dans les rangs de l'AMIS. Le 3 octobre, les forces gouvernementales attaques à leur tour la ville d'Haskanita incendiant la grande partie de la ville.
Le 27 octobre 2007, des négociations organisées par l'ONU s'ouvrent à Syrte, en Libye, entre le gouvernements et 18 groupes des rebelles,.
Entre décembre 2007 et janvier 2008, l'important combat ont lieu entre les rebelles et les forces gouvernementales autour de la ville d'Al-Genaïna.

### 2008
Le 9 février, un accord partiel est conclu entre l'Unamid et le gouvernement soudanais.
Le 20 mars 2008, un rapport de l'ONU déplore des attaques menées par l'armée soudanaise et des milices qui ont fait en janvier et février « 115 victimes et provoqué le déplacement d'environ 30 000 personnes. »
Le 10 mai 2008, les rebelles du MJE lancent une attaque qui est stoppée par l'armée soudanaise à Omdourman aux portes de Khartoum,.
À la fin de l'année 2008, la MINUAD a perdu 21 membres de son personnel pendant cette première année d'opération. Selon Alain Le Roy, secrétaire général adjoint des Nations unies aux opérations de maintien de la paix, la situation ne s'est pas améliorée : plusieurs millions de personnes survivaient encore dans des camps et étaient dépendantes de l'aide humanitaire, et rien que ces derniers mois, 100 000 personnes supplémentaires ont été déplacés. De plus, les bombardements aériens par l'aviation gouvernementale se poursuivent, malgré un cessez-le-feu.
Un an après le début de la mise en place de la MINUAD, 63 % du personnel est déployé soit 12 374 soldats sur 19 555.

### 2009
Le gouvernement du Soudan a confirmé qu'un appareil des Forces armées soudanaises a frappé, le mardi 13 janvier, des positions du MJE dans la région de Muhajeria. Des affrontements ont opposé, le jeudi 15 janvier, dans cette même région, des membres du MJE à l'Armée de libération du Soudan.

### 2010
Le 23 février 2010, les autorités soudanaises signent à Doha au Qatar une trêve avec le JEM.
Le 6 août 2010, le gouvernement soudanais refuse que des humanitaires puissent accéder au camp de déplacés à Kalma et au village de Bilal.

### 2011
Le 13 janvier 2011, trois pilotes bulgares du PAM sont kidnappés à Um Shalaya, dans l'État du Darfour-Occidental.
Le 10 février 2011, les autorités soudanaises interviennent dans le camp géré par Médecins du monde, à Nyala et immobilisent les bénévoles.
Le 14 février 2011, le pouvoir soudanais expulse une partie de l'ONG Médecins du monde qui est accusée d'espionnage et de soutien à la faction armée d'Abdul Wahid Al-Nour.
Le 9 mars 2011, des combats entre l'armée soudanaise et la faction d'Abdul Wahid Al-Nour font dix-sept morts à Djebel Marra : quinze morts parmi les rebelles et deux morts pour l'armée.
Le 29 mars 2011, le président soudanais, Omar el-Béchir, décide unilatéralement de mettre en place un référendum le 1er juillet 2011 concernant le statut du Darfour,. Ce référendum prévoit soit le retour à une unification du Darfour ou soit le découpage de ce dernier en cinq régions,. Les mouvements rebelles contestent cette prise de décision sans leur consentement et craignent que le référendum soit truqué en raison du fort contrôle exercé par les autorités soudanaises,.
Le 28 avril 2011, le Mouvement pour la justice et l'égalité rejette le projet d'accord de paix de l'ONU car il estime qu'il est moins avantageux que l'accord d'Abuja, signé en 2006 par Minni Minnawi. Le porte-parole du mouvement, Gibril Adam, juge que les solutions concernant le « problème des réfugiés, la compensation aux habitants du Darfour affectés par huit ans de conflit, le partage du pouvoir et des richesses sont insuffisantes ».
Le 23 décembre 2011, le chef du JEM, Khalil Ibrahim (en), est tué par l'armée soudanaise. Deux versions de sa mort circulent. L'armée affirme qu'il est mort dans des combats au sol à Wadbanda, au Kordofan du Nord alors que le mouvement rebelle soutient qu'il a été tué par une frappe aérienne soudanaise.
Les Sud-Soudanais se prononcent en faveur de la sécession de la région à l'issue d'un référendum se tenant entre le 9 et le 15 janvier 2011. L'indépendance est formellement déclarée le 9 juillet 2011.

### 2012
Le 2 juin 2012, l'armée soudanaise prétend avoir tué quarante-cinq rebelles du MJE et neutralisé seize de leur véhicule à Fataha, dans l'État du Darfour du Nord.
Le 1er août 2012, Abdelrahmane Mohammed Eissa, chef du district d'Al-Waha dans le Darfour du Nord, est tué dans une embuscade, dans la ville de Kutum (en),,. Le 3 août 2012, deux membres de la délégation du gouvernement soudanais sont blessés par des tirs alors qu'ils doivent s'entretenir avec le gouverneur du Darfour du Nord,. Le 10 août 2012, à la suite de nouvelles violences dans l'État du Darfour du Nord, 25 000 personnes fuient le camp de déplacés de Kassab,,.
Le 24 novembre 2012, des rebelles de l'Armée de libération du Soudan prennent possession d'une base de l'armée à proximité de Kebkabiya, dans l'Ouest du Soudan. Dans le même temps, trois soldats de l'armée soudanaise sont libérés par la faction commandée par Minni Minnawi, selon le Comité international de la Croix-Rouge.

### 2013
Le 10 février 2013, une trêve est conclue à Doha entre le gouvernement soudanais et le Mouvement pour la justice et l'égalité sous l'égide du Qatar. Cette trêve est bien accueillie par Aïchatou Mindaoudou, représentante spéciale par intérim de la MINUAD.
Le 17 avril 2013, l'armée soudanaise affirme avoir repris le contrôle de Muhagiriya et Labado. Ces villes étaient depuis 10 jours aux mains de la faction rebelle dirigée par Minni Minnawi.

### 2016
En janvier 2016, l'armée soudanaise lance une offensive à Djebel Marra contre les rebelles de l'Armée de libération du Soudan/Abdul Wahid. Selon Amnesty International, au moins 367 civils, dont 95 mineurs, sont tués par les forces gouvernementales au cours des six premiers mois de l'année. Au moins 171 villages ont également été détruits lors des huit premiers mois de l'année. Enfin, les forces de Khartoum ont commis au moins 30 attaques chimiques entre janvier et septembre 2016, ayant provoqué la mort de 200 à 250 personnes, en majorité des enfants, et fait des centaines de blessés.

### 2020
Le 3 octobre 2020, un accord de paix est signé entre 9 groupes rebelles soudanais, regroupés au sein du Front révolutionnaire du Soudan (FRS) et le gouvernement soudanais,.

### 2021
Entre le 15 janvier et le 18 janvier 2021, au moins 175 personnes sont tuées à la suite d'affrontements entre plusieurs communautés du Darfour.
Dans le détail, 120 personnes sont tuées par des affrontements, entre la communauté arabe nomade et la communauté des Massalit et au moins 55 autres personnes sont tuées par des affrontements, entre la tribu des Fallata et la tribu arabe des Rizeigat au Sud-Darfour.
Entre le 3 avril et le 8 avril 2021, au moins 132 personnes sont tuées au cours d'affrontements entre la tribu Masalit et des milices armées, composées de nomades arabes, aux alentours d’Al-Genaïna, dans le Darfour-Occidental.

## Conséquences de la guerre
Les populations civiles, enfants y compris, subissent les attaques de janjawids. L'ONU parle de crime contre l'humanité, les États-Unis parlent de génocide.

### Décompte des victimes

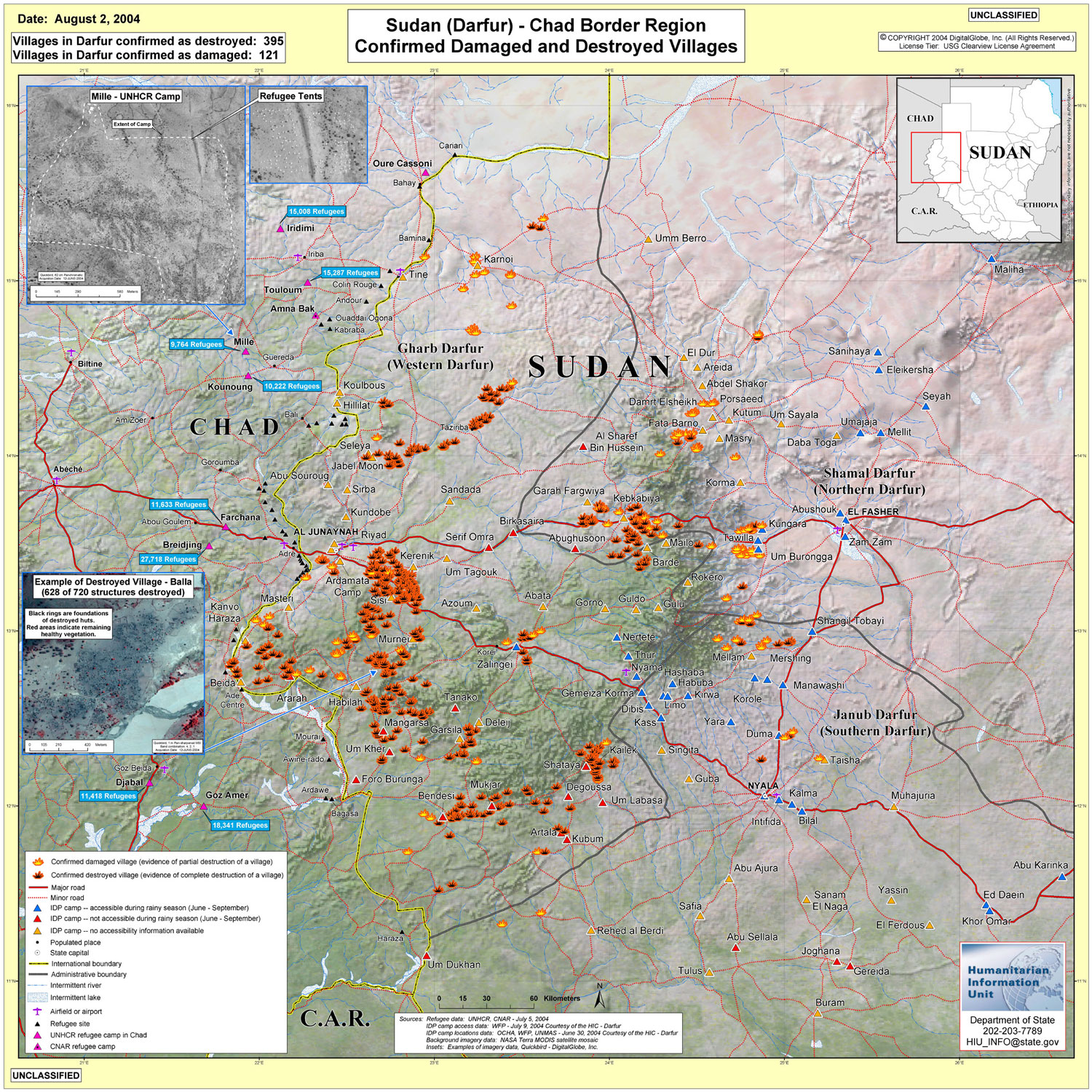
Villages détruits (août 2004).

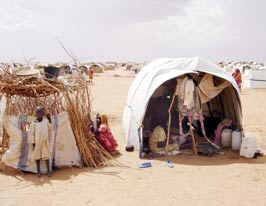
Une cabane dans un camp de déplacés au Darfour.

Au mois de juillet 2004, le Congrès des États-Unis vote à l’unanimité une résolution pour qualifier de génocide la guerre civile au Darfour. Se référant à une enquête faite pendant l’été 2004 dans dix-neuf camps de réfugiés soudanais au Tchad, le secrétaire d’État américain Colin Powell qualifie les événements du Darfour de génocide en septembre 2004. Satisfaits de cette reconnaissance, les rebelles réclament une intervention directe de la communauté internationale.
Selon le ministère des Affaires étrangères français : « probablement plus de 300 000 morts » (juillet 2008). L'ONU estime « que quelque 300 000 personnes sont mortes lors de ces combats, mais aussi en raison des attaques contre des villages et des politiques de terre brûlée » (2008). Médecins sans frontières estime qu'il y a eu 131 000 décès entre 2003 et juin 2005, dont les trois quarts de maladies et famine. Le conflit aurait « baissé d'intensité », avec actuellement 200 morts par mois.
Tous ces décomptes comptabilisent les morts indirectes dues aux maladies, malnutrition et autres problèmes causés par les déplacements de population.
L'ambassadeur du Soudan à l'ONU, Abdalmahmood Abdalhaleem Mohamad, a qualifié l'estimation de l'ONU de « non objective et non professionnelle ». Selon leurs propres calculs, le nombre des morts n'excèderait pas 10 000. Ce chiffre n'inclut que les décès dus aux violences et pas ceux résultant de malnutrition ou de famine. Il affirme qu'il n'y a eu ni épidémie ni famine au Darfour, assurant ainsi que le nombre additionnel de morts au-delà de 10 000 serait « très minimal ».
Le 18 janvier 2011, un rapport du Bureau de la coordination des affaires humanitaires dresse le bilan humain pour l'année 2010. 2 300 personnes ont perdu la vie au cours des violences au Darfour.
En 2012, Jérôme Lacroix Leclair et Pierre Pahlavi estiment que la guerre au Darfour a fait « entre 180 000 et 400 000 morts ».

### Populations déplacées

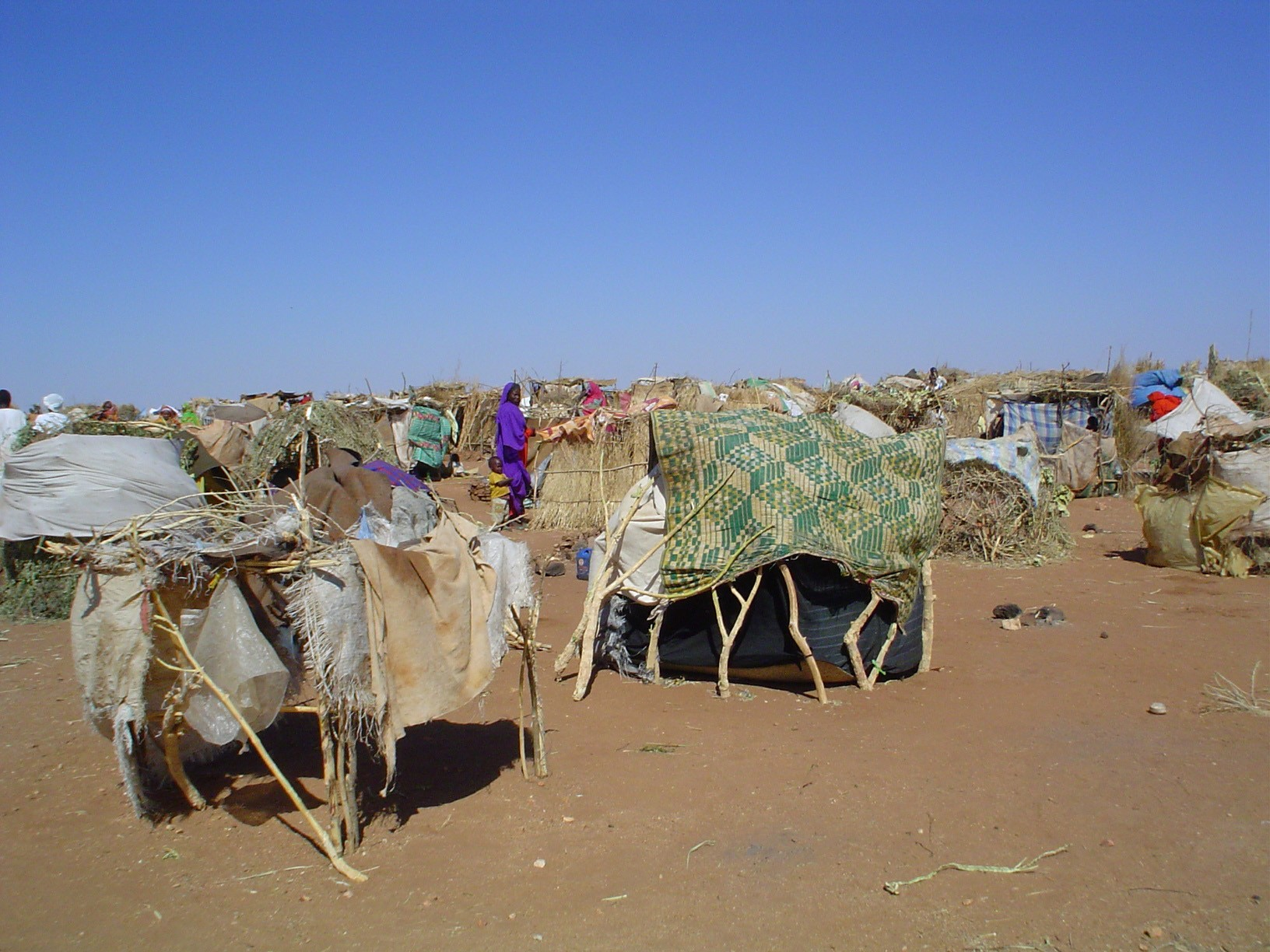
Camp de réfugiés du Darfour.

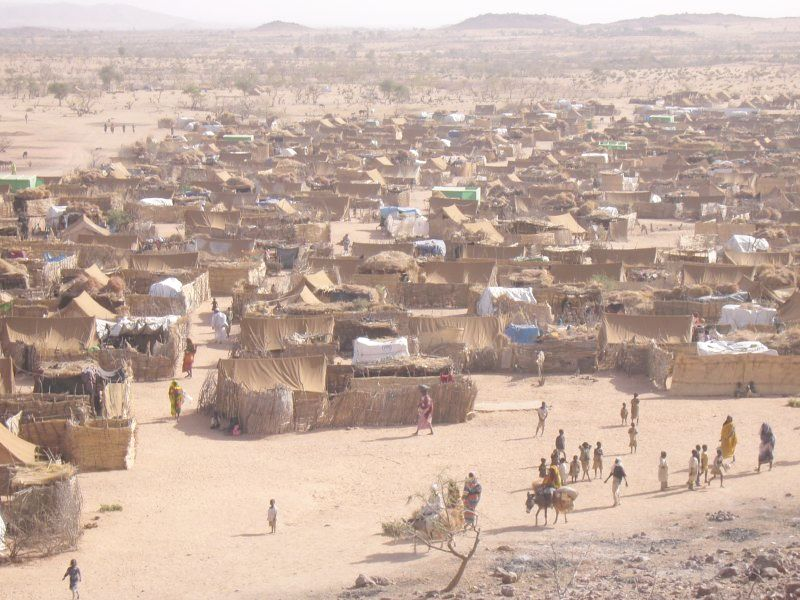
Camps de réfugiés au Tchad (2005).

Les destructions, les villages rasés, la politique de terre brûlée (attaque et vol du bétail, champs incendiés) forcent les populations à partir.
- 12 camps de réfugiés au Tchad, dont Amboko, Gaga, Tine,
- 2 camps au Kenya : Kakuma et Dadaab,
- Des dizaines de camps de déplacés,
  - Gereida (128 000 déplacés),
  - Al-Genaïna, Azerni, Azburki, Azerni, Mornei, Sissi,
  - El Fasher, AbushokAl Salam, Zam Zam,
  - Zalingeï (en) (95 000 déplacés),
  - Kalma (Darfour) (en)[129],[130] (91 000 déplacés),

À Riyad (20 000 déplacés), les réfugiés sont essentiellement des femmes et des enfants. Les ONG, le Programme alimentaire mondial et le Haut Commissariat des Nations unies pour les réfugiés se plaignent du manque de sécurité qui gêne leur travail. Plusieurs travailleurs humanitaires soudanais auraient été enlevés.
Rien que pour 2008, l'ONU a compté 315 000 nouveaux déplacés au Darfour ou dans l'Est du Tchad.
Le 14 novembre 2013, l'ONU annonce que pour l'année 2013 au moins 460 000 personnes ont fui les combats entre l'armée soudanaise, les rebelles et les tribus.

### Violences sexuelles
La guerre civile est le théâtre de violences sexuelles de grande ampleur. Le 19 octobre 2004, un article de l'UN News Centre indique que les milices armées poursuivent dans l'impunité leurs crimes de viols envers les femmes et les enfants.
Des auteurs dénoncent une campagne de viols systématiques en tant qu'arme de guerre et de nettoyage ethnique contre les populations africaines noires de la région,,. La majorité de ces viols sont perpétrés par l'armée du gouvernement soudanais et par les Janjawid,,. Pour certains auteurs, les actes des Janjawid sont qualifiés de viols en tant qu'arme de génocide car ils frappent non seulement les femmes mais aussi les enfants ; des bébés sont battus à mort ; la mutilation sexuelle des victimes est récurrente,,. Ces actes visant les Fours, les Masalit et les Zaghawa ont conduit à l'émission de mandats contre plusieurs individus accusés de crime contre l'humanité, viol, transfert forcé de population et torture. Eric Reeves estime que plus d'un million d'enfants ont été « tués, violés, blessés, déplacés, traumatisés ou ont subi la perte de leurs parents et de leurs familles ».
Les chercheurs n'ont pas pu mener des enquêtes auprès de la population et il n'existe pas encore d'estimation sur le nombre de victimes de violences sexuelles. Certains auteurs pensent que ces agressions sont très courantes et que les victimes se comptent en dizaines de milliers. Une ONG a recensé 9 300 viols mais d'autres observateurs sur place déclarent que le nombre de victimes représente plutôt le double.
Des rapports signalent que les viols frappent des jeunes filles de moins de dix ans et des femmes de plus de soixante-dix ans ; la majorité des victimes a subi des viols collectifs. D'autres montrent que les viols ont touché des filles de cinq ans et un tiers des victimes sont des enfants. En 2009, les rapports et les témoignages parviennent à la conclusion que la campagne de viols systématiques dure depuis cinq ans. Kofi Annan déclare : « Au Darfour, nous voyons le déplacement forcé de populations entières, leurs maisons détruites et le viol constitue une stratégie délibérée ».

### Crimes de guerre et poursuites judiciaires
Le 1er février 2005, la Commission d’enquête de l’Organisation des Nations unies sur les violations des droits de l’Homme perpétrées au Soudan parle de crimes contre l’humanité. Constatant que la justice soudanaise ne peut ou ne veut rien faire pour y remédier, elle transmet le dossier à la Cour pénale internationale (CPI).
Le 27 avril 2007, la Cour pénale internationale (CPI) émet deux mandats d’arrêts internationaux contre deux Soudanais accusés de crimes de guerre et de crimes contre l'humanité : Ahmed Haroun, ancien ministre de l'Intérieur, et Ali Kosheib, l’un des principaux chefs des milices janjawids,.
En décembre 2007, le procureur de la Cour pénale internationale dénonce le manque de coopération du Soudan et demande au Conseil de sécurité d'adresser un message ferme et unanime aux autorités soudanaises pour leur demander d'exécuter les mandats d'arrêt. Luis Moreno-Ocampo a déclaré qu'il faut « briser le système criminel » mis en place au Soudan, car « les vies des 2,5 millions de personnes [déplacées] sont à la clef ».
En effet, malgré son inculpation, Ahmed Haroun conserve son poste de ministre d’État chargé des affaires humanitaires. De plus, il est nommé membre du Groupe national chargé du mécanisme de surveillance de la force hybride ONU-Union africaine pour le Darfour (MINUAD). Le procureur de la CPI a dit : « Le Gouvernement du Soudan défie de manière répétée l’autorité du Conseil de sécurité ».
Le 14 juillet 2008, le procureur de la Cour pénale internationale demande aux juges de la CPI d'émettre un mandat d'arrêt à charge d'Omar el-Béchir parce qu'il aurait commis des crimes de génocide, des crimes contre l’humanité et des crimes de guerre au Darfour.
Le 4 mars 2009, la CPI émet un mandat d'arrêt contre le président soudanais, Omar el-Béchir. Ce dernier est accusé de crime de guerre et crime contre l'humanité dans le cadre de la guerre civile au Darfour,.
Le 12 juillet 2010, Omar el-Béchir fait l'objet d'un deuxième mandat d'arrêt de la Cour pénale internationale, qui ajoute la qualification de génocide au premier mandat émis à son encontre.
Le 1er mars 2012, la CPI émet un mandat d'arrêt international contre le ministre de la défense soudanaise, Abdel Rahim Mohammed Hussein. Celui-ci est accusé de crime de guerre et de crime contre l'humanité, pour des faits commis entre 2003 et 2004, sur des populations civiles, appartenant essentiellement aux ethnies four, masalit et zaghawa dans les villes de Kodoom, Bindisi, Mukjar et Arawala (en). Cependant, le ministre des Affaires étrangères estime que la décision de la CPI n'a « aucune importance ».

## Implication internationale

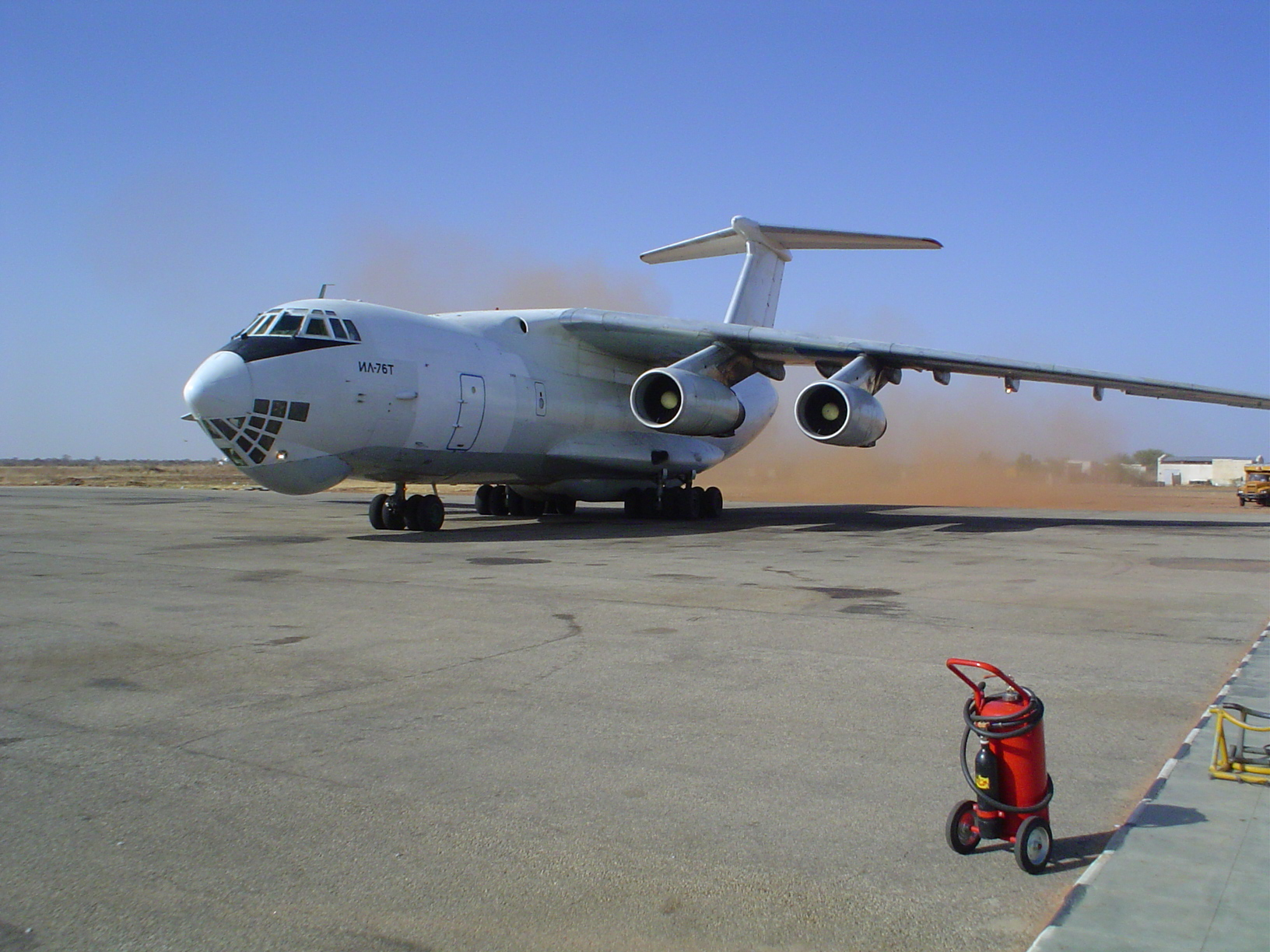
Un Iliouchine Il-76 Candid affrété par l'USAID pour transporter de l'aide humanitaire sur l'aéroport Nyala au Soudan.

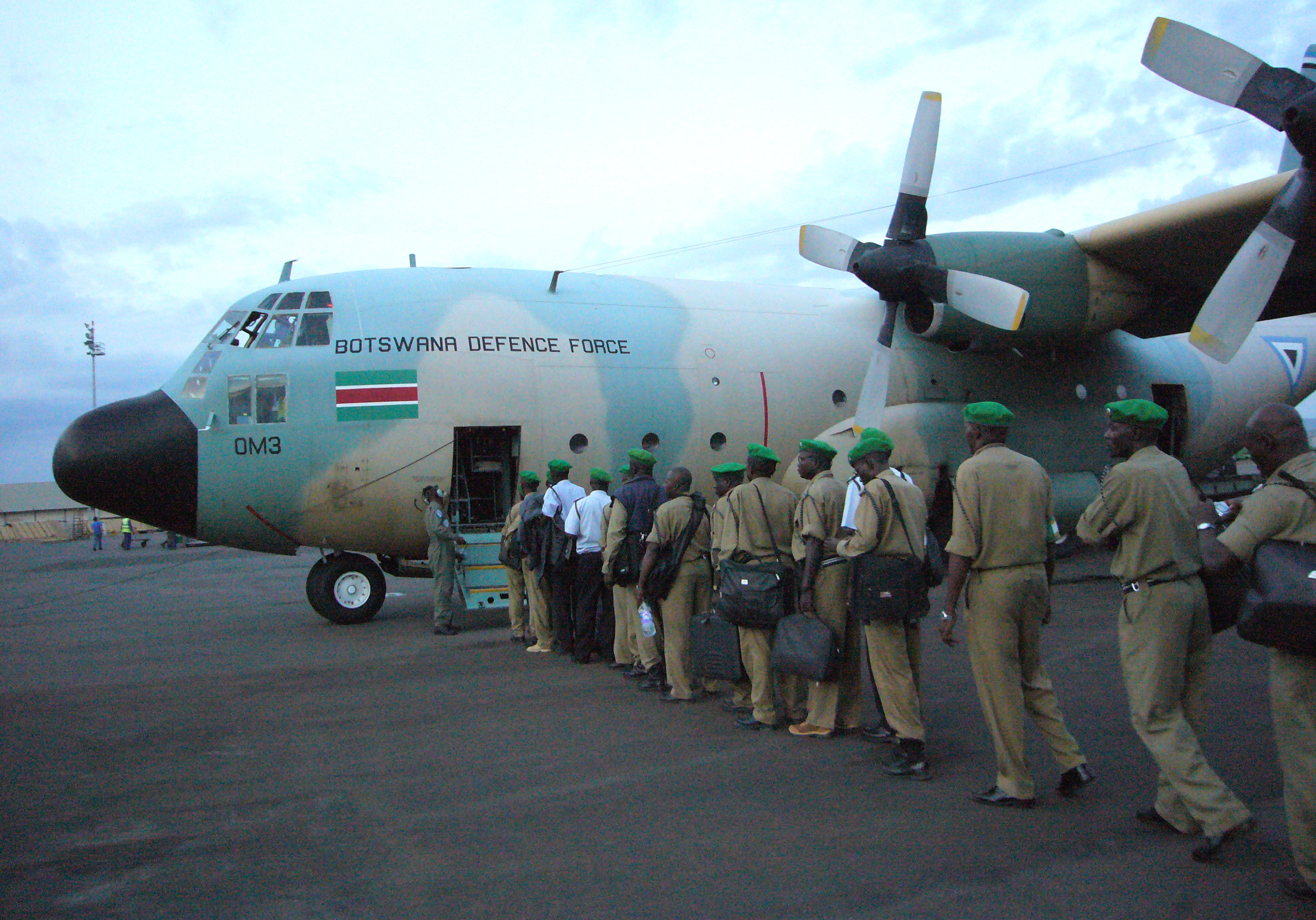
Aéroport de Kigali au Rwanda : des policiers ougandais ayant participé pendant un an à la mission de l'Union africaine au Darfour montent à bord d'un C-130 du Botswana.

L'ancien chef de la guérilla du Sud du Soudan John Garang trouvait que l’attitude de la communauté internationale manquait de volonté et était parfois ambiguë.[réf. nécessaire]

### Europe
Longtemps soupçonnée de complaisance envers le Soudan, la France est aujourd'hui en conflit larvé avec le gouvernement de Khartoum, en raison de l'aide militaire qu'elle apporte aux gouvernements du Tchad et de la République centrafricaine, en butte aux incursions de forces rebelles dont des bases de repli se situent en territoire soudanais.
Tony Blair a déclaré être contre toute intervention militaire au Darfour. Mais il soutient l'embargo commercial mis en place par les États-Unis.
Le 25 juin 2007, le président de la République française Nicolas Sarkozy organise à Paris une conférence internationale sur le Darfour réunissant les grandes puissances et les organisations internationales concernées.

### États-Unis
Les États-Unis ont décrété un embargo sur la vente d'armes au Soudan et contre certaines compagnies pétrolières est-africaines. George W. Bush désire faire passer au Conseil de sécurité des Nations unies une résolution pour obtenir des mesures multilatérales,.
Courant 2005, l'acteur américain George Clooney s'est mobilisé pour le Darfour. Sous son impulsion, un épisode spécial de la série Urgences a été diffusé le 4 mai 2006 par NBC pour sensibiliser l'opinion américaine au conflit. La diffusion de cet épisode de quarante minutes a quadruplé en un soir le temps d'antenne consacré au Darfour en 2006 par les trois grands journaux du soir des chaînes nationales américaines NBC, ABC et CBS. L'acteur américain a, de plus, produit le documentaire Le sable et la douleur, qui suivait des activistes des droits de l'homme dans les camps de réfugiés à la frontière du Soudan et du Tchad. Pour tout cela, il a été nommé par l'ONU Messager de la paix le 18 janvier 2008.
Il a, pour finir, créé une association (Not On Our Watch) avec les acteurs américains Brad Pitt, Matt Damon, Don Cheadle et Jerry Weintraub, dans le but d'attirer l'attention sur la guerre civile du Darfour et de faire réagir l'opinion pour aider les populations dévastées.
En 2009, les États-Unis qualifient l'action des Janjawids de génocide et exigent des sanctions commerciales internationales contre le Soudan.

### Chine
Dans les affaires internationales, la Chine applique au Soudan les principes de sa politique étrangère générale, à savoir ne pas s'ingérer dans les prises de décision d'un gouvernement étranger souverain. Pour elle, la crise du Darfour doit être réglée par les Soudanais eux-mêmes et non sous pression étrangère. Elle est accusée par Amnesty International de faire partie des vendeurs d'armes au Soudan depuis quelques années, ce qu'elle nie et achète 65 % de la production pétrolière soudanaise. Selon le député canadien Maurice Vellacott, « la plupart des armes utilisées pour tuer, violer, piller et le reste sont fabriquées au Soudan dans des usines chinoises ». Vellacott critique aussi les utilisations répétées du droit de veto dont la république populaire de Chine et la Russie ont fait usage concernant des résolutions du Conseil de sécurité des Nations unies contraignant le Soudan à arrêter les exactions des milices djandjawids au Darfour. Un rapport d'Amnesty International accuse Pékin d'avoir envoyé plus de deux cents camions de transports militaires chinois au Soudan en août 2005. La Chine s’oppose aux sanctions commerciales. Ainsi, lors de la conférence de Paris du 25 juin 2007, le vice-ministre des Affaires étrangères chinois Liu Guijin déclare : « La communauté internationale doit s’efforcer d’envoyer un signal positif et équilibré : il ne faut pas, pour un oui ou pour un non, menacer et faire pression sur le gouvernement du Soudan ». Dans le même temps, la Chine a également fait pression sur le gouvernement soudanais pour qu'il accepte les forces interpositions onusiennes, notamment pour sécuriser les installations de ses entreprises dont les installations étaient menacées par les heurts et également pour préserver sa réputation peu de temps avant les Jeux olympiques d'été de 2008.

### Pays africains
L'Union africaine s'engage activement dans la résolution du conflit du Darfour. Elle bénéficie notamment de l'appui de l'OTAN, de l'Union européenne, des États-Unis et du Canada. À ce jour près de 7 000 soldats africains ont été déployés sur le terrain. C'est la première mission de maintien de la paix gérée par une institution africaine. En dépit de tous les efforts fournis, la mission manque de ressources financières. Si l'insuffisance n'est pas comblée, la réussite de ce véritable exploit africain pourrait en être mise à mal.

### ONG
Certaines ONG présentes au Darfour critiquent le manque d'intérêt de l’ONU et de l’Union européenne. Les diplomates internationaux se succèdent pour demander à Omar el-Béchir d’aider les réfugiés. Des collectifs de citoyens se sont créés dans plusieurs pays occidentaux pour alerter l'opinion sur l'urgence de cette situation, dont ils rappellent les analogies avec la démission internationale pendant le génocide au Rwanda.
Soixante dix neuf ONG opèrent encore dans cette région. La Croix-Rouge française demande l'ouverture de corridors humanitaires au Darfour car l'accès aux victimes est le principal problème rencontré par les ONG.
Gabriel Trujillo, responsable adjoint des programmes de Médecins sans frontières dans l'Ouest Darfour, a dénoncé en mars 2007 les risques d'une intervention militaire au Soudan et craint que « la cause du Darfour ne soit finalement qu'un faire-valoir dans la campagne présidentielle ». Le président de MSF a aussi pris position dans une tribune parue dans le journal Libération.
Médecins du monde a également critiqué la démarche du Collectif urgence Darfour.
La pression des ONG françaises, dont beaucoup sont rassemblées par le CRID dans sa campagne « État d'urgence planétaire », ont amené plusieurs candidats aux présidentielles françaises de 2007 à évoquer ce problème.

### Cinéma
- Darfour, du sable et des larmes, documentaire, 2008.
- Au loin des villages, documentaire réalisé par Olivier Zuchuat, sorti en 2009.